# 山本晃大
山本 晃大（やまもと こうだい、1999年4月23日 - ）は、三重県南伊勢町出身のプロ野球選手（投手・育成選手）。左投左打。北海道日本ハムファイターズ所属。

## 経歴

### プロ入り前
南伊勢町立宿田曽小学校1年時に「伊勢リトル」で野球を始める。南伊勢町立南勢中学校では「伊勢ジャガーズ」に所属し、投手として活躍した。
高校は長野県の佐久長聖高等学校に進学。チームメイトに元山飛優らがいた。2年時の夏にチームは甲子園出場を果たすもベンチ外。3年夏に背番号10を背負い、県大会で控え投手としてベンチ入りを果たす。その後、4回戦の長野東高校戦に先発し、4回1失点の好投を見せた。しかし、チームは決勝の松商学園高校戦で敗退し準優勝に終わった。
進学した関西学院大学では1年秋からリーグ戦に出場。4年間で21試合（7先発）に出場し、1勝1敗、46.1回、46奪三振、防御率3.50の記録を残した。4年春には第70回全日本大学野球選手権記念大会に出場。2回戦の国際武道大学戦で先発し、3回2安打無失点と好投して8強入りを経験した。その後、プロ志望届を提出するも、2021年ドラフト会議では大学の同期である黒原拓未が広島から1位指名される中、指名漏れとなった。

### BCリーグ・信濃時代
大学卒業後は独立リーグのベースボール・チャレンジ・リーグ（ルートインBCリーグ）に所属する信濃グランセローズに入団。
2022年、信濃では入団1年目から試合に出場。主に先発として起用され、シーズン15試合（12先発）に出場し、リーグ3位の9勝（3敗）を挙げ、77.2投球回、防御率2.90の好成績を残した。その後、BCリーグでの活躍がプロスカウトの目に留まり、2022年ドラフト会議で北海道日本ハムファイターズから育成選手ドラフト4位で指名を受けて入団した。契約金300万円、年俸260万円（金額は推定）で、背番号は128。

### 日本ハム時代

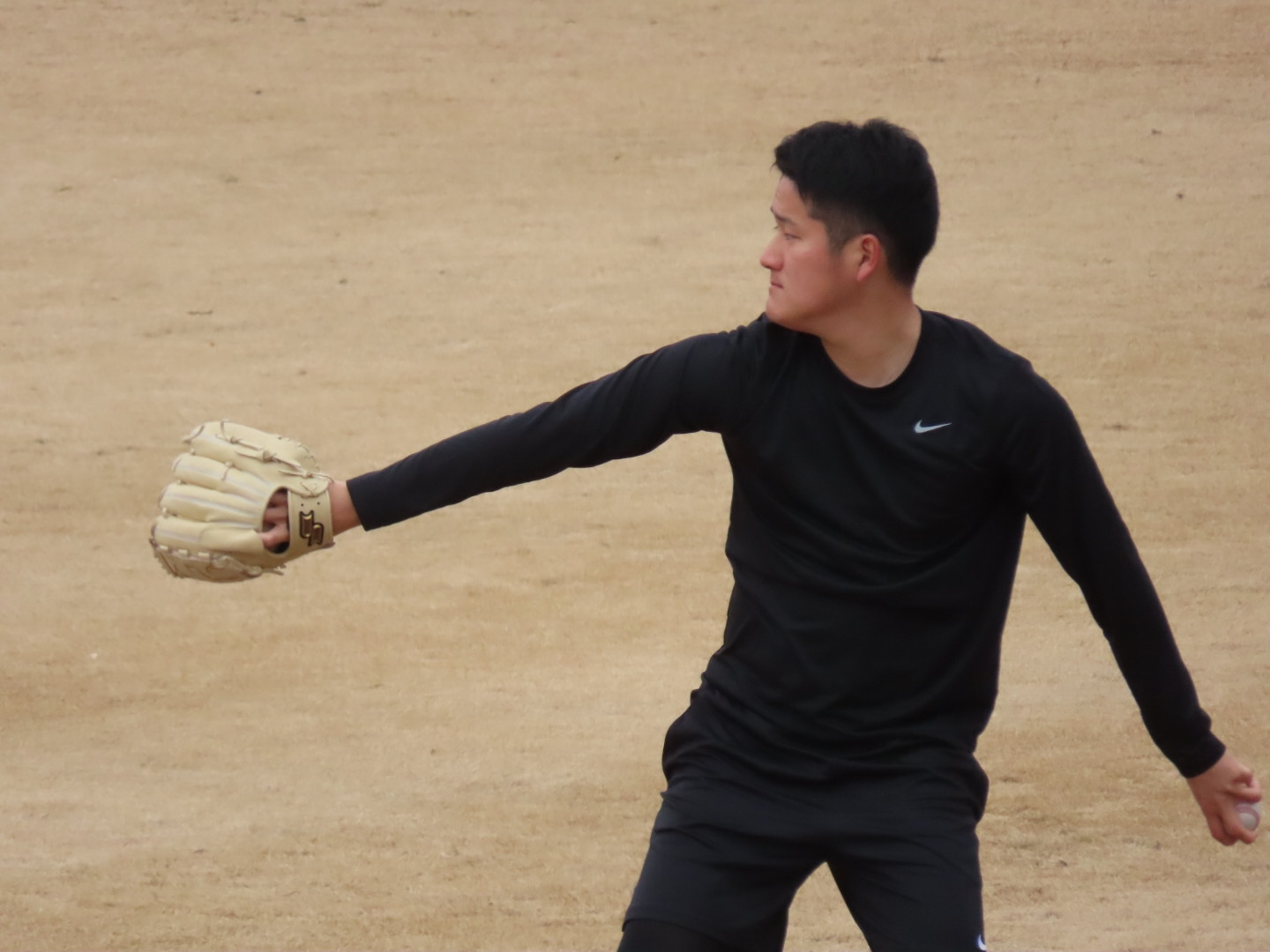
2023年1月22日鎌ヶ谷ファイターズスタジアムにて

2023年はイースタン・リーグで実戦経験を重ねるも、前半戦は大量失点を喫することもあり、25回2/3を投げて防御率8.77と苦戦した。しかし6月後半から11試合連続無失点を記録するなど成長を見せ、7月以降は31回2/3を投げて防御率3.13と一気に数字が良化した。最終的に34試合に登板し、1勝3敗1セーブ、防御率5.65という成績を残す。
2024年はイースタン・リーグで20試合に登板し、2勝1敗、防御率2.73という成績を残した。シーズン終盤からは腕を10cm以上下げた投球フォームへの改造に取り組んだ。

## 人物
日本ハムの新入団選手発表会では「打者へ向かっていく強い気持ちと、投げっぷりの良さが持ち味」と話している。
日本ハムのチームメイトである宮西尚生を公私ともに尊敬している。

## 選手としての特徴
セットポジションで溜めを作り、前傾しながら重心を下げ、クロスステップと左肘を使ったフォームから投げ下ろすストレートの最速は151km/h。常時のストレートの球速は130km/h中盤から140km/h。他にも、スライダー、カットボールや右打者のアウトコースに沈むチェンジアップを投げている。

## 詳細情報

### 独立リーグでの年度別投手成績[12]
| 年 度     | 球 団     | 登 板 | 先 発 | 完 投 | 完 封 | 無 四 球 | 勝 利 | 敗 戦 | セ 丨 ブ | ホ 丨 ル ド | 勝 率 | 打 者 | 投 球 回 | 被 安 打 | 被 本 塁 打 | 与 四 球 | 敬 遠 | 与 死 球 | 奪 三 振 | 暴 投 | ボ 丨 ク | 失 点 | 自 責 点 | 防 御 率 | W H I P |
| --------- | --------- | ----- | ----- | ----- | ----- | -------- | ----- | ----- | -------- | ----------- | ----- | ----- | -------- | -------- | ----------- | -------- | ----- | -------- | -------- | ----- | -------- | ----- | -------- | -------- | ------- |
| 2022      | 信濃      | 15    | 12    | 0     | 0     | 0        | 9     | 3     | 0        | 0           | .750  | 301   | 77.2     | 69       | 5           | 12       | -     | 2        | 52       | 2     | 1        | 28    | 25       | 2.90     | 1.04    |
| 通算：1年 | 通算：1年 | 15    | 12    | 0     | 0     | 0        | 9     | 3     | 0        | 0           | .750  | 301   | 77.2     | 69       | 5           | 12       | -     | 2        | 52       | 2     | 1        | 28    | 25       | 2.90     | 1.04    |

- 2022年度シーズン終了時

### 背番号
- 66（2022年）
- 128（2023年[4] - ）